# U 187
U 187 war ein deutsches U-Boot vom Typ IX C/40, das im Zweiten Weltkrieg von der Kriegsmarine im Nordatlantik eingesetzt wurde.

## Bau und Technische Daten
Im Auftrag der Reichsmarine baute die Bremer Werft der Deschimag Weser AG bereits seit 1934 U-Boote, was anfangs unter Geheimhaltung geschah und eine Umgehung der Bestimmungen des Versailler Vertrages darstellte. Nach Kriegsbeginn stellte die Werft ihre Produktion auf den U-Bootbau um und fertigte vor allem die großen Boote der U-Boot-Klasse IX C. U 187 war Bestandteil des fünfzehnten Bauauftrags, der an diese Werft erging und insgesamt acht Boote umfasste. Ein IX C/40-Boot verdrängte über Wasser 1.144 t und getaucht 1.257 t. Es war 76,76 m lang, 6,86 m breit und hatte einen Tiefgang von 4,67 m. Bei Überwasserfahrt gewährleisteten die beiden 2.200-PS-starken Dieselmotoren eine Höchstgeschwindigkeit von 18,3 kn, dass sind 33,9 km/h. Bei Unterwasserfahrt erreichten zwei Elektromotoren mit insgesamt 1.000 PS eine Höchstgeschwindigkeit von 7,3 kn, was 13,5 km/h entspricht. Bei einer durchschnittlichen Geschwindigkeit von 4 kn bei Unterwasserfahrt hatte ein IX C-Boot eine Reichweite von 63 sm. Bei Überwasserfahrt mit einem durchschnittlichen Tempo von 10 kn betrug die Reichweite 13.850 sm. IX C/40 Boote waren mit 22 Torpedos bewaffnet, die aus vier Bug- und zwei Hecktorpedorohren ausgestoßen werden konnten. Zusätzlich verfügten die Boote über Artilleriebewaffnung. Wie die meisten deutschen U-Boote seiner Zeit hatte auch U 187 ein bootsspezifisches Zeichen: ein weißes aufsteigendes Pferd. Dieses Bootsemblem ging auf Kommandant Münnich zurück, der seine Ehefrau erstmals im Hotel „Weißes Rößl“ getroffen hatte. Frau Münnich fertigte gestickte kleine Versionen des Bootsemblems an, die von der Besatzung an Mützen und Schiffchen getragen wurden.

## Einsatz und Geschichte
Vom 23. Juli 1942 bis zum 31. Dezember 1942 gehörte U 187 zur 4. U-Flottille und war in Stettin stationiert. In dieser Zeit unternahm Kommandant Münnich Ausbildungsfahrten in der Ostsee zum Einfahren des Bootes und zum Training der Besatzung.
Am 1. Januar 1943 wurde das Boot der 10. U-Flottille zugeteilt, die in Lorient (Westfrankreich) stationiert war. Am 12. Januar 1943 lief Kommandant Münnich mit U 187 zu seiner ersten Unternehmung mit diesem Boot von Kiel aus. Das vorgesehene Operationsgebiet war der Nordatlantik, insbesondere die Seegebiete westlich von Irland und östlich von Neufundland.

### Angriff aufSC 118
Anfang Februar befand sich U 187 etwa 200 sm südlich von Grönland und beteiligte sich an der Suche nach dem Geleitzug SC 118, dessen 44 Schiffe sich vor dem New Yorker Hafen gesammelt hatten und am 24. Januar gemeinsam in Richtung Europa aufgebrochen waren. Vor der Südspitze von Neufundland hatten sich SC 118 weitere Schiffe angeschlossen, was die Gesamtzahl auf 63 erhöhte. Der Konvoi fuhr unter dem Begleitschutz eines starken Verbandes von neun Kriegsschiffen, darunter vier Zerstörer und vier Korvetten. Die U-Bootführung hatte im erwarteten Kurs von SC 118 die U-Bootgruppe Pfeil positioniert, die den Geleitzug nach den Maßgaben der von Karl Dönitz entwickelten Rudeltaktik angreifen sollte. Dieser U-Bootgruppe war U 187 zugeteilt und bildete mit weiteren Booten der Gruppe einen Suchstreifen südlich von Grönland, als die Wache vom U-Bootturm aus eine Leuchtkugel bemerkte. Zu dem Zeitpunkt, an dem SC 118 die Position des Suchstreifens der Gruppe Pfeil passierte, hatte ein Matrose an Bord des norwegischen Frachters Anaik versehentlich eine Signalpistole abgefeuert. Münnich manövrierte sein Boot dichter an SC 118 heran, bis er die Schiffe identifizieren konnte und setzte dann das vorgeschriebene Signal ab, um weitere Boote der Gruppe Pfeil gemäß der Grundidee der Rudeltaktik an den Geleitzug heranzuführen. Dieses Signal wurde vom Rettungsschiff des Geleitschutzes und einem weiteren Schiff aufgefangen, was eine Einpeilung der Position von U 187 durch Huff-Duff-Peilung ermöglichte.

## Versenkung

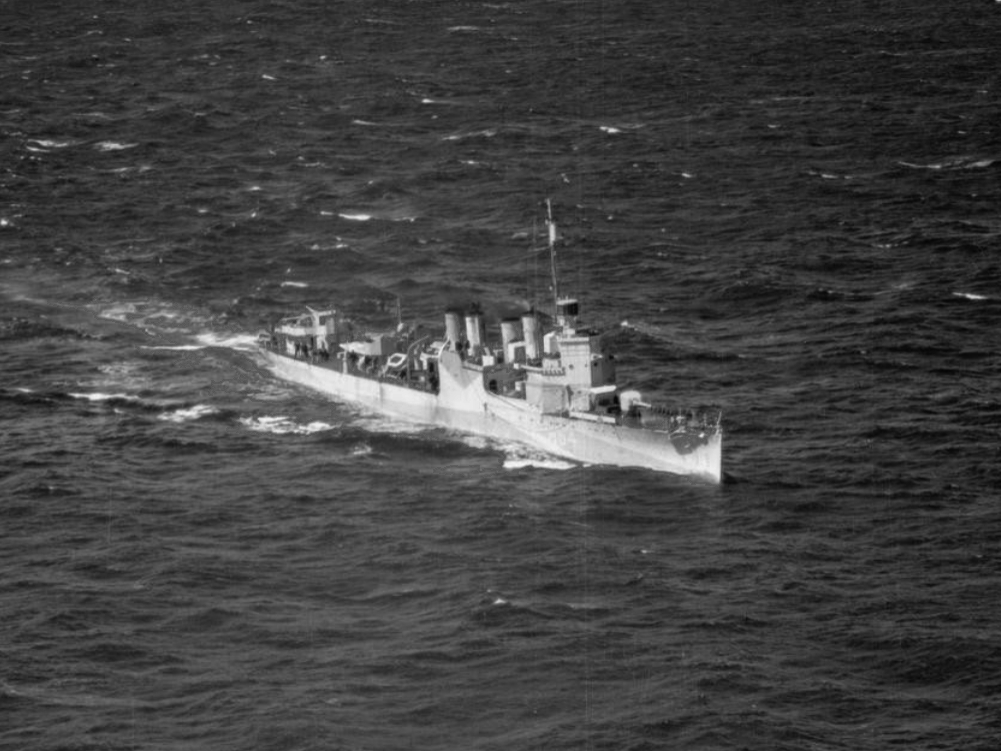
HMS Beverley (ehem. HMS Branch)

U 187 wurde durch die beiden britischen Zerstörer HMS Vimy und HMS Beverley mit Wasserbomben angegriffen. Während Kommandant Münnich versuchte, der Verfolgung unter Wasser zu entkommen, kam es auf U 187 in Folge mehrerer Treffer zu einem starken Wassereinbruch und das Boot wurde zunehmend manövrierunfähig. Schließlich entschied sich Münnich, das Boot auftauchen zu lassen, die Besatzung zu evakuieren und selbst zu versenken. Als die Besatzung an Deck kam und ins Wasser sprang, wurde U 187 von Bord der Vimy und der Beverley aus durch Artilleriefeuer beschossen, wodurch neun Besatzungsmitglieder von U 187, darunter Kommandant Münnich selbst, getötet wurden. Kurze Zeit später sank das deutsche U-Boot über den Bug. Von seiner 54-köpfigen Besatzung überlebten 45 Mann, die von den beiden britischen Zerstörern aufgenommen wurden.